# Willie Best
William Best (* 27. Mai 1916 in Sunflower, Sunflower County, Mississippi; † 27. Februar 1962 in Woodland Hills, Los Angeles, Kalifornien) war ein US-amerikanischer Schauspieler. Der afroamerikanische Darsteller arbeitete auch unter dem Künstlernamen Sleep n’Eat. 

## Leben und Karriere
Zwischen 1930 und 1955 spielte er in rund 125 Kinofilmen sowie zuletzt einigen Fernsehserien. Ähnlich wie viele afroamerikanische Darsteller seiner Zeit (am berühmtesten wohl Stepin Fetchit) wurde Best hauptsächlich in stereotypen und oftmals rassistischen Nebenrollen eingesetzt. In vielen Fällen spielte er Diener, Lieferjungen, Chauffeure, Zugbegleiter, Schuhputzer oder Hausmeister. Zu komödiantischen Zwecken agierten seine Figuren oftmals einfältig, faul oder furchtsam. Trotzdem schien auch in diesen Rollen nach Ansicht vieler Filmhistoriker noch Schauspieltalent durch und Bob Hope nannte Best einmal „den feinsten Schauspieler, den ich kannte“. Best äußerte sich pragmatisch über die ihm angebotenen Rollen: „Die meisten von denen sind ziemlich derb. Manchmal spreche ich mit dem Regisseur und er nimmt die wirklich schrecklichen Momente raus ... Aber was hat ein Schauspieler zu machen? Entweder macht er es oder er ist draußen.“
Ab den späten 1940er-Jahren wurden die stereotypen Rollen, die er üblicherweise spielte, auch in der amerikanischen Gesellschaft umstritten. Ein Drogenproblem beschädigte zusätzlich seine Schauspielkarriere und er wurde mindestens einmal unter Drogeneinfluss verhaftet. Nachdem die Filmangebote seltener wurden, wechselte er in den frühen 1950er-Jahren in das Fernsehen, das damals gerade seinen großen Durchbruch in den USA erlebte. Er spielte unter anderem regelmäßige Nebenrollen in drei von Hal Roach produzierten Serien, bis auch hier seine Karriere offenbar abrupt 1955 endete. Er starb sieben Jahre später im Alter von nur 45 Jahren in Woodland Hills.

## Filmografie (Auswahl)
- 1930: Ladies of Leisure
- 1930: Harold, halt dich fest! (Feet First)
- 1932: The Monster Walks
- 1934: Die Glückspuppe (Little Miss Marker)
- 1935: Der kleinste Rebell (The Littlest Rebel)
- 1935: Annie Oakley
- 1935: Murder on a Honeymoon
- 1936: The Green Pastures
- 1936: General Spanky
- 1937: Deep South (Kurzfilm)
- 1938: Blondie
- 1938: Vivacious Lady
- 1938: Goldene Erde Kalifornien (Gold Is Where You Find It)
- 1938: Wie leben wir doch glücklich! (Merrily We Live)
- 1939: Die Marx Brothers im Zirkus (At the Circus)
- 1939: The Saint Strikes Back
- 1939: Nancy Drew… Trouble Shooter
- 1939: Mr. Moto und die geheimnisvolle Insel (Mr. Moto in Danger Island)
- 1939: Mr. Moto und sein Lockvogel (Mr. Moto Takes a Vacation)
- 1939: Blackmail
- 1940: I Take This Woman
- 1940: The Ghost Breakers
- 1941: Dem Schicksal vorgegriffen ( Flight from Destiny)
- 1941: Verlobung mit dem Tod (The Smiling Ghost)
- 1941: Entscheidung in der Sierra (High Sierra)
- 1942: Laurel und Hardy: Die Geheimagenten (A-Haunting We Will Go)
- 1943: Der Sheriff von Kansas (The Kansan)
- 1943: Thank Your Lucky Stars
- 1943: Ein Häuschen im Himmel (Cabin in the Sky)
- 1944: Musik für Millionen (Music for Millions)
- 1944: Zu Hause in Indiana (Home in Indiana)
- 1944: Die Abenteuer Mark Twains (The Adventures of Mark Twain)
- 1946: Charlie Chan in Mexiko (The Red Dragon)
- 1946: Charlie Chan – Gefährliches Geld (Dangerous Money)
- 1947: Die widerspenstige Gattin (Suddenly It's Spring)
- 1947: Der rote Teufel (The Red Stallion)
- 1950–1955: The Stu Erwin Show (Fernsehserie, 56 Folgen)
- 1951: South of Caliente
- 1952–1955: My Little Margie (Fernsehserie, 21 Folgen)
- 1954–1955: Waterfront (Fernsehserie, 18 Folgen)